# Мішель Бонневі
Мішель Бонневі (фр. Michel Bonnevie, 19 листопада 1921 — 6 вересня 2018) — французький баскетболіст.
Срібний призер Олімпійських ігор 1948 року.